# Gradszko Baldovci
Gradszko Baldovci (macedónul: Градско Балдовци) település Észak-Macedóniában, a Délkeleti körzetben, a Sztrumicai járásban.

## Népesség
- 2002-ben 755 lakosa volt, akik mindannyian macedónok.